# Hvězdice modrá
Hvězdice modrá (Linckia laevigata) je pěticípá hvězdice sytě modrého zabarvení, která se vyskytuje v tropických vodách na korálových útesech indo-pacifické oblasti.

## Popis
Hvězdice má 5 trubicovitých ramen se zaoblenými konci. Zbarvení těla je nejčastěji světle nebo tmavě modré, vzácněji může nabývat i jiných barev. Podie jsou žluté. Velikost těla dosahuje kolem 30–40 cm.

## Výskyt
Hvězdice modrá se běžně vyskytuje na dně tropických moří na korálových útesech v západních částech indo-pacifické oblasti. Zvláště hojná je hlavně v mělkých vodách lemových útesů. V místech výskytu se jedná o jednoho z nejběžnějších a nejsnáze rozpoznatelných živočichů korálových útesů.

## Biologie
Rozmnožuje se pohlavně, samice vypouští do vodního sloupce vajíčka a samec spermie. Vrcholné období rozmnožování na ostrově Guam nastává od května do srpna, místně se nicméně může lišit. Larvy prochází planktonní fází, která trvá nejméně 22 dnů. Živí se převážně mršinami všeho druhu, které nalézá na dně moře, avšak nepohrdne ani řasami a mikroby. Pohybuje se rychlostí kolem 8,1 cm za minutu.
Život hvězdice je spojován s obligátním parazitem, malým mlžem přílepkovitého typu jménem Thyca crystallina, který se může zachycovat na různých částech těla hvězdice. Zatímco mladší plži do 4 mm se vyskytují hlavně na ramenech, větší, starší jedinci (cca 5–13 mm) obývají okolí ústního otvoru. Menší plži se mohou pomaličku pohybovat po těle, větší jedinci jsou permanentně uchycení se sacím chobotem (proboscis) hluboce zanořeným do tkáně hvězdice. Tento plž se živí hemální tekutinou hvězdice. Míra infestace hvězdic se liší podle oblasti, u místních populací Bandových ostrovů v Indonésii dosahovala v průměru 62 %, maximálně 87 %.

Hvězdice modré z různých oblastí
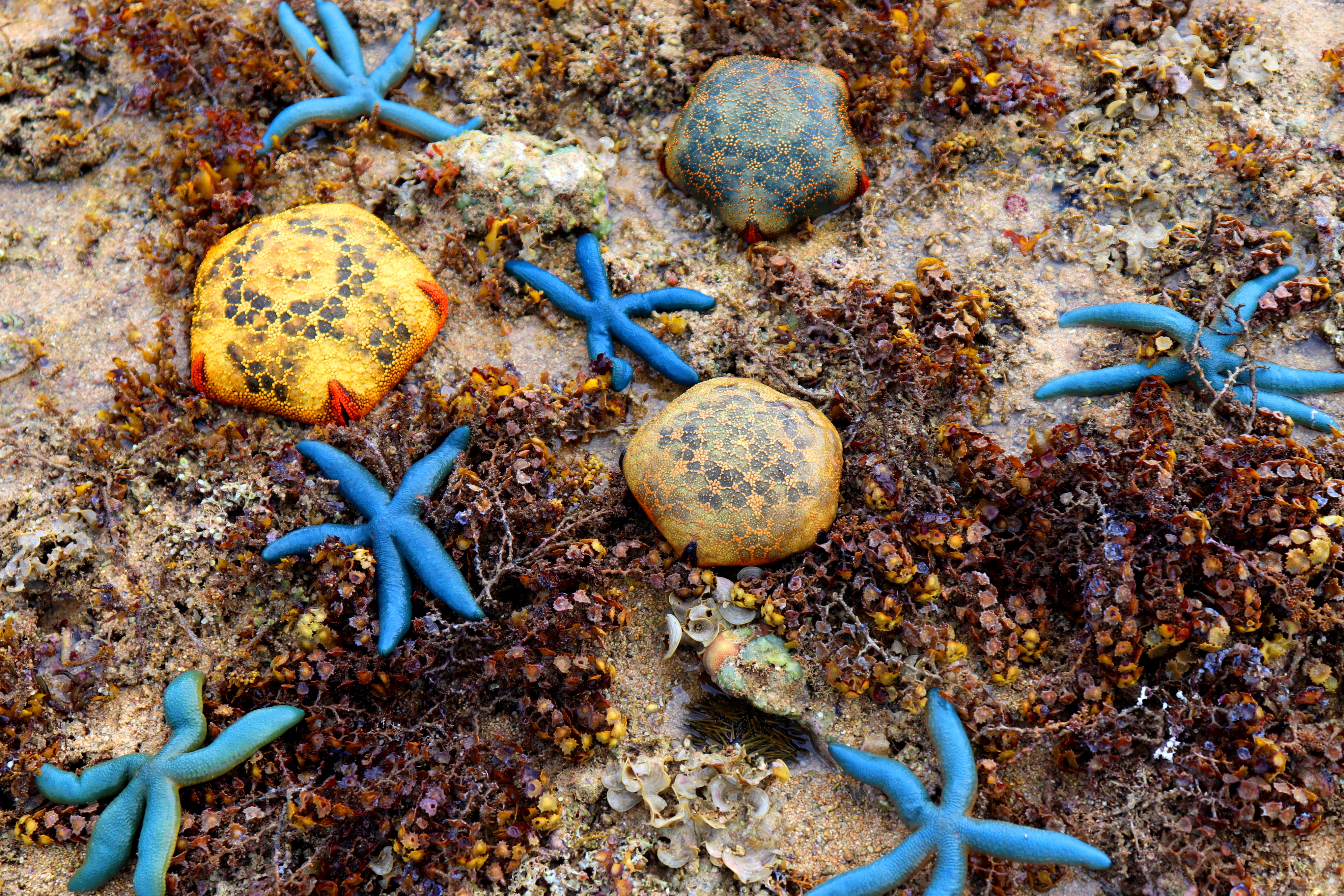
Na ostrově Aguirangan, Filipíny
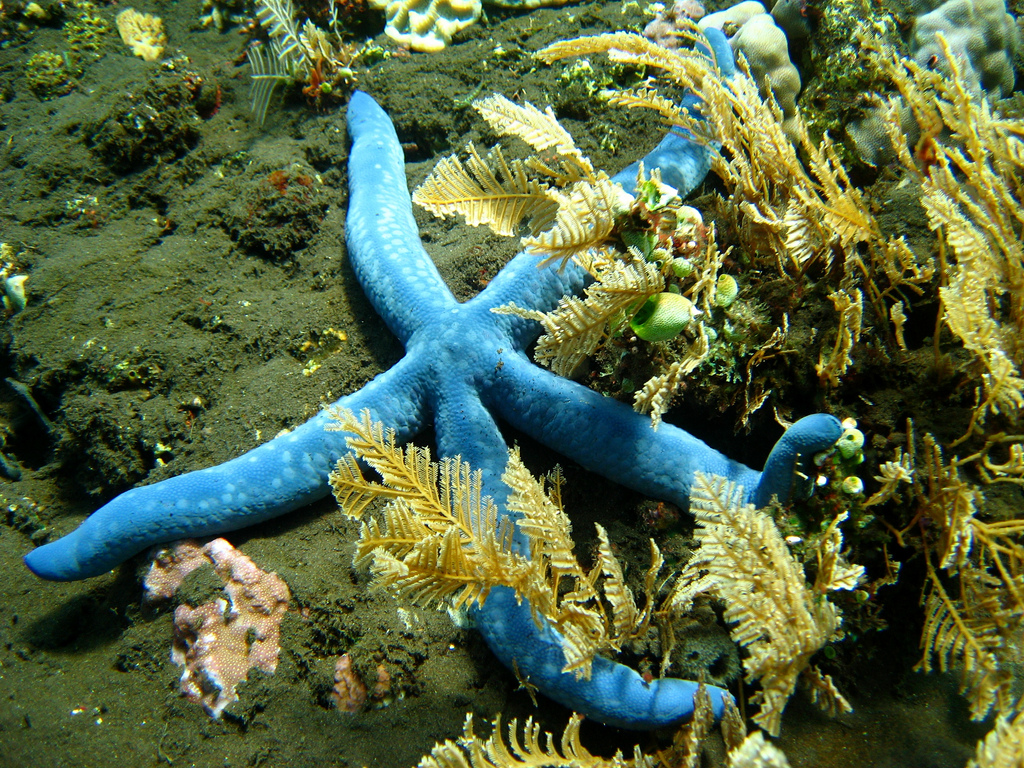
Bali
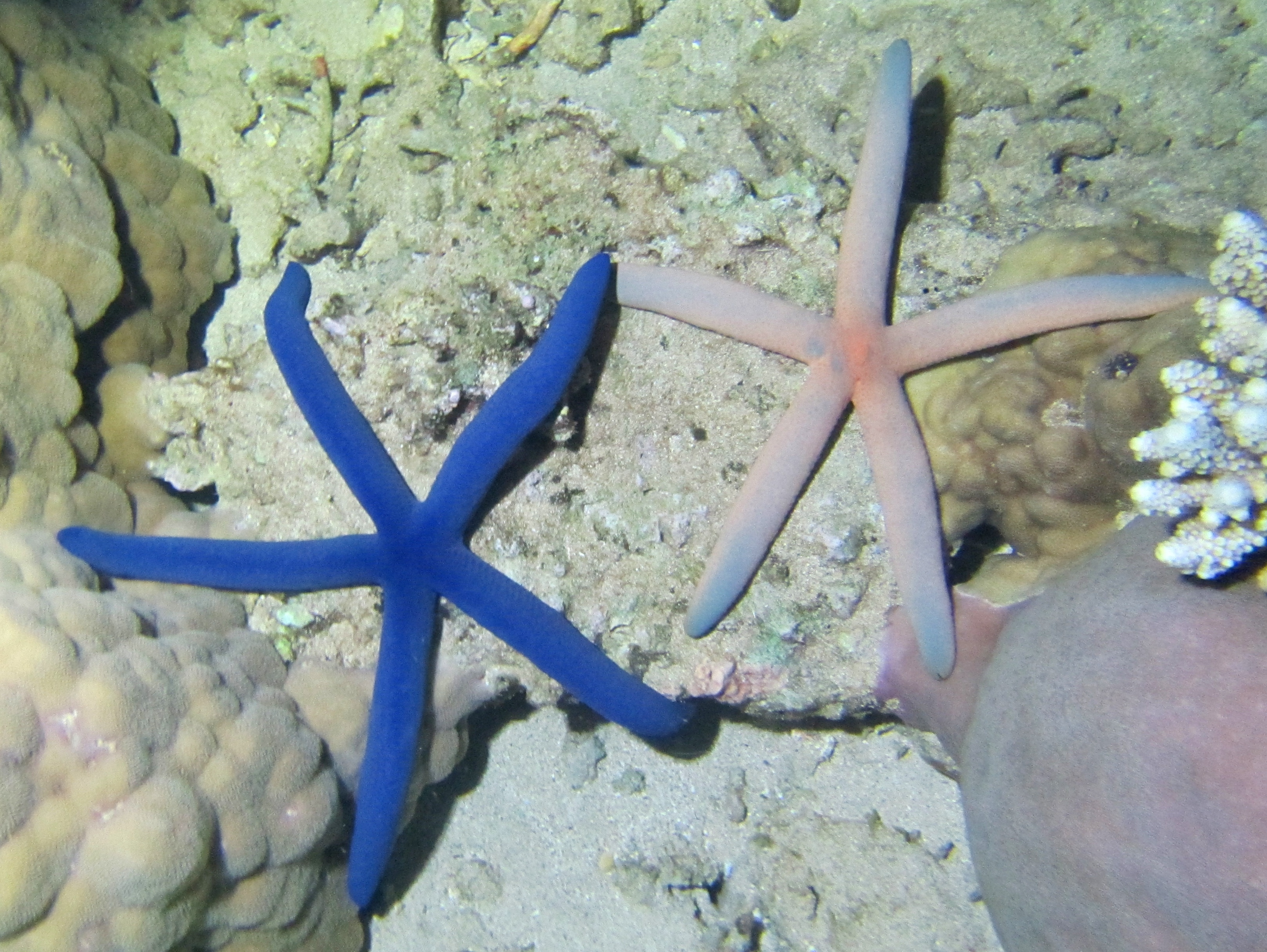
Modrá a růžová forma
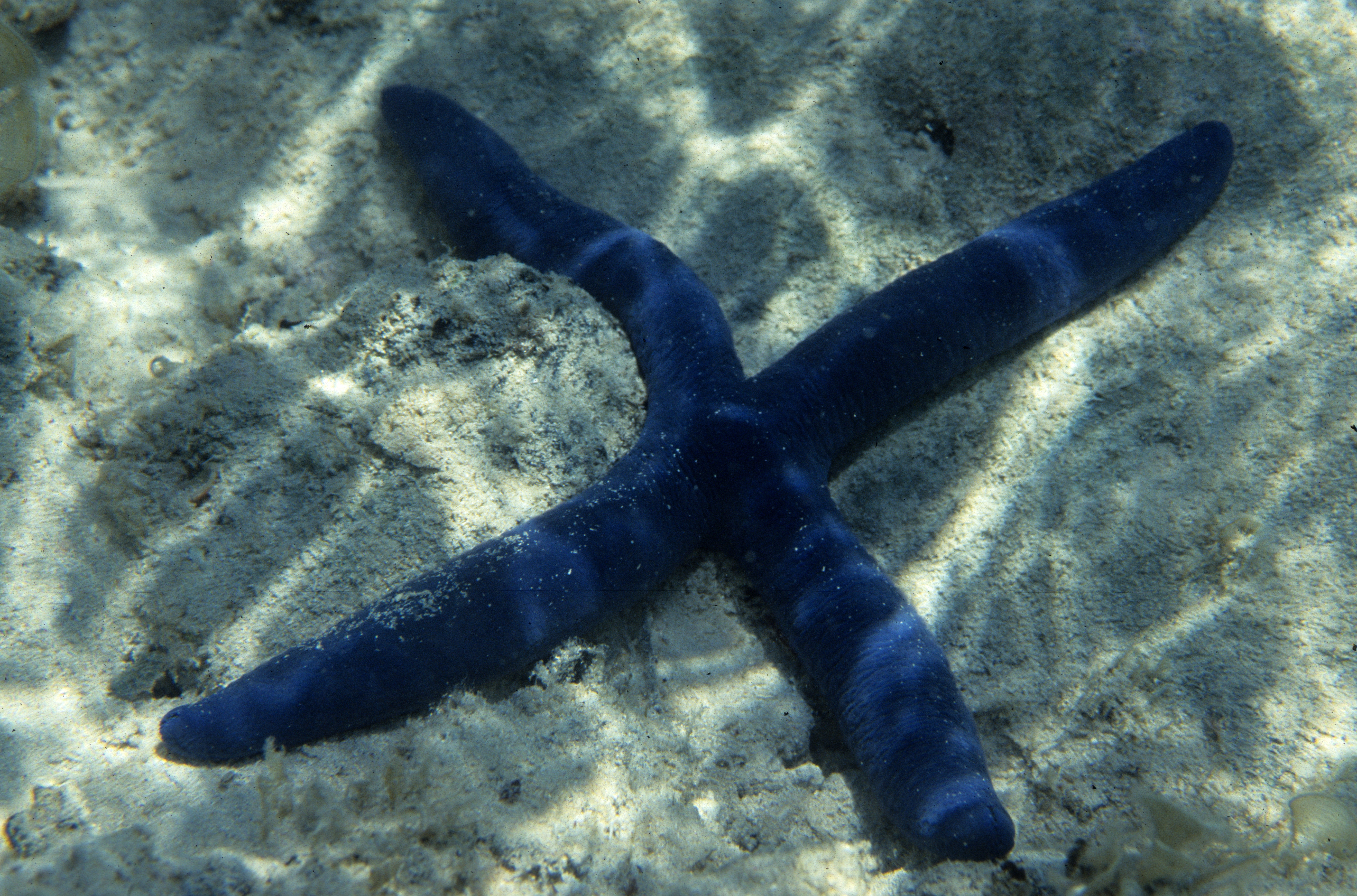
Čtyřřamenný jedinec
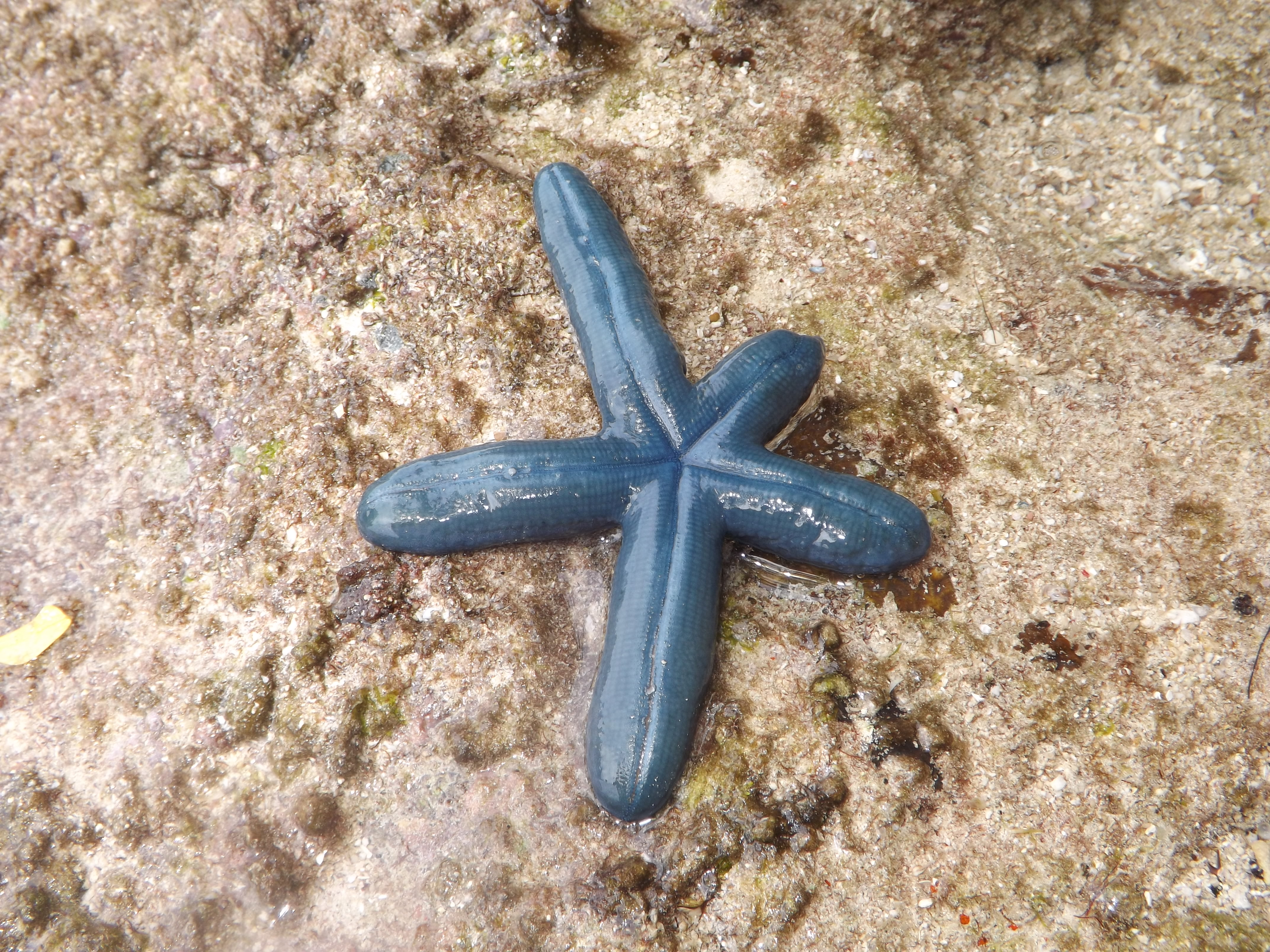
V národním parku Wakatobi, Indonésie